# 琉璃寺
琉璃寺是江西省南昌市的一處古寺。
晉元帝建武元年（公元317年），有南昌農民在城內東湖的東北角上耕出一尊琉璃佛像。佛像高三尺，造型奇特。因為佛教盛行於晉朝，南昌的駐守大臣和將領便將此事上奏朝廷。朝廷降詔，於順化門內建寺安置。寺廟被命名為「琉璃寺」，順化門也因此又名「琉璃門」。 
唐武宗會昌年間（公元841年—846年），全國通令滅佛，琉璃寺因而被毀，琉璃佛像不知所終。咸通二年，洪州觀察使嚴表請旨重建琉璃寺。因重建時逢延慶節，故名「延慶寺」。廣明年間（公元880年），寺廟再次焚毀於黃巢起義。光啟二年（公元886年），王師甫於舊址上重建。由此直至清朝，歷代都屢作修葺。 
陳弘緒曾為寺作《過延慶寺晤成中上人》，詩云：「十年不過城東寺，重構香檯歷幾秋。亂後禪燈依約在，老來筇杖委蛇遊。榴花作雨胭脂冷，竹影連雲翡翠浮。話到無生諸累盡，只難消遣邵平愁。」